# Paradero de Carrillo Puerto Champotón
Carrillo Puerto Champotón es un paradero de trenes que se ubica en el municipio de Champotón y conecta Campeche con Yucatán.

## Tren Maya
Andrés Manuel López Obrador anunció en su campaña presidencial del 2018 el proyecto del Tren Maya. El 13 de agosto de 2018 anunció el trazo completo. El recorrido de la nueva ruta del Tren Maya puso a la Estación Carrillo Puerto en la ruta que conectaría con Escárcega, Campeche y Calkiní, Campeche
Se ubica dentro de un viaducto ferroviario. La demanda de pasajeros en esta estación tiene un carácter social, considerando en la estación un esquema de 2 vías y 1 andén.
Actualmente, el paradero Carrillo Puerto Champotón se encuentra abierta y recibe a viajeros locales, nacionales e internacionales.